# Lasioglossum wilkinsoni
Lasioglossum wilkinsoni là một loài Hymenoptera trong họ Halictidae. Loài này được Cockerell mô tả khoa học năm 1945.